# Idun Reiten
Idun Reiten (Klæbu, Noruega, 1 de janeiro de 1942) é uma especialista em matemática norueguesa. Trabalha com álgebra.

## Obras
- Auslander, Reiten, Sverre O. Smalø Representation theory of Artin algebras, Cambridge Studies in Advanced Mathematics, 36, Cambridge University Press, 1997
- The use of almost split sequences in the representation theory of Artin algebras, in: Representations of algebras (Puebla, 1980), Lecture Notes in Math. 944, Springer-Verlag, 1982, p. 29–104
- com Auslander Representation theory of Artin algebras. III. Almost split sequences, Communications in Algebra, Volume 3, 1975, p. 239–294
- com Aslak Buan, Robert Marsh, Markus Reineke, Gordona Todorov Tilting theory and cluster combinatorics, Adv.Math. 204 (2006), 572-618
- com Bernhard Keller: Cluster-tilted algebras are Gorenstein and Calabi-Yau, Adv. Math. 211 (2007), 123-151